# Трёхнеделье
Трёхнеделье (ивр. בין המצרים‎, "меж теснин") — период траура в память о разрушении Первого и Второго Храмов Иерусалима. Длится 3 недели, начинается 17-го числа месяца таммуза, во время начала поста Семнадцатого тамуза, и заканчивается на девятый день месяца Ава, во время начала поста Девятого ава. Оба поста установлены в память о событиях, связанных с уничтожением Храма и с последующим изгнанием евреев из Израиля. Согласно общепринятой хронологии, уничтожение первого Храма Навуходоносором II произошло в 586 году до н. э., а второго — римлянами в 70 г. н. э.
В период трёхнеделья принято придерживаться ряда траурных обычаев и читать специальные хафтарот. В Мишне (Таан. 3:6) сказано: «Когда приходит ав, меньше радуются», — в трактате Иевамот (43а) даётся объяснение, предписывается воздерживаться от стрижки, стирки, деловой активности, строительных работ, посадки деревьев, свадебных пиров (но не от заключения брачных соглашений). Всё это, однако, относилось к неделе, на которую выпадает 9 ава, впоследствии обычаи были распространены на весь период трёхнеделья.
Согласно ашкеназскому обычаю, в трёхнеделье нельзя слушать музыку, бриться, стричься, хотя общины или отдельные люди могут менять эту практику по своему усмотрению и она имеет не строгий характер. В период траура нельзя заключать еврейские браки и праздновать какие-либо праздники, так как это будет противоречить траурному духу трёхнеделья.
Многие ортодоксальные евреи воздерживаются от употребления в пищу мяса во время траура.
Период трёхнеделья в еврейском фольклоре традиционно неудачный, так как много трагедий и бедствий постигло еврейский народ в это время года. Этими трагедиями считаются: разбиение скрижалей Моисеем, после того как он увидел, как евреи молились золотому тельцу; сожжение свитка Торы в эпоху Второго Храма; разрушение обоих Храмов на Тиша бе-Ав; изгнание евреев из Испании на Тиша бе-Ав 1492; начало Первой мировой войны на Тиша бе-Ав в 1914, которая уничтожила многие еврейские общины.
В результате, евреи особенно осторожны в это время, чтобы избежать всех опасных ситуаций в течение трёх недель. К ним относятся собрания в опасных местах, крупные финансовые операции, поездки на самолёте. Также многие принимают решение не участвовать в судебных делах в период трёхнеделья.